# Віджей Кумар
Віджей Кумар (англ. Vijay Kumar, 19 серпня 1985) — індійський стрілець, олімпійський медаліст.

## Виступи на Олімпіадах
| Олімпіада   | Дисципліна                     | Місце |
| ----------- | ------------------------------ | ----- |
| Лондон 2012 | пневматичний пістолет, 10 м    | 31    |
| Лондон 2012 | швидкострільний пістолет, 25 м | 2     |